# Dakotaraptor
Dakotaraptor steini là một loài khủng long theropoda lớn thuộc họ Dromaeosauridae dinosaur sống vào thời kỳ Creta muộn tại Bắc Mỹ.
Những hóa thạch đầu tiên của Dakotaraptor được tìm thấy tại Nam Dakota, Hoa Kỳ, năm 2005. Năm 2015, chi Dakotaraptor được định danh, và loài điển hình Dakotaraptor steini được mô tả. Hóa thạch của chúng nằm ở thành hệ Hell Creek tầng Maastricht, vào cuối kỷ Creta, khiến Dakotaraptor trở thành một trong các chi Dromaeosauridae còn sót lại cuối cùng.
Dakotaraptor dài khoảng 5-6 mét, khiến chúng là một trong những khủng long dromaeosauridae lớn nhất được biết đến. Chi khủng long này có chi trước dài. Một trong những xương cánh tay dưới cho thấy dấu vết của chân lông, chứng minh rằng Dakotaraptor có lông cánh. Chi này cũng có chân dài phía sau với một móng vuốt liềm rất lớn trên ngón chân thứ hai. Các móng vuốt này có thể được sử dụng để giết các loài khủng long ăn thực vật lớn hơn. Dakotaraptor sống trong cùng một thời điểm và khu vực với Tyrannosaurus rex.

## Phát hiện
Năm 2005, nhà khảo cổ học Robert DePalma trong quận Harding, tiểu bang Nam Dakota đã phát hiện ra bộ xương của một dromaeosauridae lớn. Sau đó, tại địa điểm này người ta cũng phát hiện thêm các vết tích của dromaeosauridae, cũng như nhiều thạch khác trong năm 2010 được mô tả bởi DePalma trong luận án của ông. Trong năm 2015, loài Dakotaraptor steini được đặt tên và mô tả bởi Robert A. DePalma, Larry Dean Martin, Peter Lars Larson và Robert Thomas Bakker. Tên chi xuất phát từ sự kết hợp giữa "Dakota" với từ raptor trong tiếng Latin, "kẻ cướp". Danh pháp loài được đặt tên theo nhà cổ sinh vật học Walter W. Stein.